# Sylvöjärvi
Sylvöjärvi är en sjö i Finland. Den ligger i kommunen Nastola i landskapet Päijänne-Tavastland, i den södra delen av landet, 110 km nordost om huvudstaden Helsingfors. Sylvöjärvi ligger 74,4 meter över havet. I omgivningarna runt Sylvöjärvi växer i huvudsak blandskog. Den är 5,2 meter djup. Arean är 2,31 kvadratkilometer och strandlinjen är 11,17 kilometer lång. Sjön  ingår i Kymmene älvs huvudavrinningsområde. 